# 假想實驗

在著名的例子薛定谔猫（1935）中，猫的生死取決于之前的随机事件。这个假想實驗用常见物品通俗地描述了哥本哈根詮釋中的问题。

假想實驗又称思想实验、臆想實驗、思维实验等，是指用想象力的實驗，所做的都是在現實中無法做到（或現實未做到）的實驗；其具体的做法是在人的头脑中进行理性思维活动，它不受现实物质条件的限制，只须借助于想象力，就可以使实验者置身于任何对象的实验环境中；在科学方法论上，它属于理性思维的范畴。
假想實驗的例子如愛因斯坦有關相對運動的著名假想實驗，又例如他和英費爾德合著的科普讀物《物理学的进化》中要求讀者想象一個用平滑，無摩擦力的地面及球體的實驗，但在現實（或暫時）做不到。假想實驗要的是想象力而非感官。

## 著名假想實驗

### 物理學
在物理學裏，假想實驗是有用的理論工具：
- 永動機
- 牛顿大炮
- 雙縫實驗
- EPR弔詭
- 拉普拉斯妖
- 马克士威妖
- 移動中的磁鐵與導體問題
- 薛丁格貓
- 維格納的友人
- 孿生子弔詭
- 惠勒延遲選擇實驗
- 貝爾太空船悖論
- 伽利略用来推翻亚里士多德“物体越重下落越快”的双球实验。

亚里士多德称物体越重下落越快，我们可以思考一下：一重一轻两个球，用绳连著一起下落。一方面，轻球下落慢，重球下落快，在绳子牵引下整体速度将会介于两者分别下落的速度之间；另一方面，将两个球作为整体考虑，整体质量比單球重，因此應比单球下落快，于是結果矛盾。
有传说称伽利略在比萨斜塔上亲自做过这个实验，但这仅是思想实验，并没有付诸行动。

### 哲學
关于哲学的假想實驗包括伦理学和认知论的辩驳。
- 有轨电车难题
- 洞穴奇案
- 忒修斯之船
- 卡涅阿德斯船板
- 定时炸弹 (实验)
- 葛梯尔问题
- 桶中之腦
- 莊周夢蝶
- 莫利紐茲問題
- 無知之幕
- 睡美人問題
- 變成蝙蝠會怎樣？
- 假如有棵樹在森林裡倒下
- 孿生地球
- 末日論證
- 帕斯卡的賭注
- 知識論證

### 數學
- 希爾伯特旅館
- 哲學家就餐問題
- 無限猴子定理

### 计算机科学
- 中文房間
- 图灵测试
- 哲學殭屍
- 哲学家就餐问题

### 經濟
- 囚徒困境

### 心理学
- 纽康伯悖论

### 其它
- 戴森球

## 相關
- 牛油貓悖論

### 引用
1. ↑  . 术语在线. 全国科学技术名词审定委员会. （简体中文）
2. ↑  姚志欣.用归一化的光子态矢函数描述孪生双光子思想实验[J].应用物理, 2012, 002(004):P.121-133.
3. ↑  . 樂詞網. 國家教育研究院 （中文（臺灣））.
4. ↑  高瞻.论思维实验[D].华中师范大学,2006.DOI:CNKI:CDMD:2.2006.078495.
5. ↑  Groleau, Rick. .   [2011-09-29]. （原始内容存档于2021-03-08）. Ball, Phil. . The Hindu (Chennai, India). 2005-06-30  [2011-09-29]. （原始内容存档于2014-06-20）. An exception is Drake (1978, pp. 19–21, 414–416), who argues that the experiment did take place, more or less as Viviani described it.